# Stanisław Biega (działacz narodowy)
Stanisław Jan Antoni Biega (ur. 13 grudnia 1862 w Sanoku, zm. 19 kwietnia 1923 w Warszawie) – polski działacz narodowy i społeczny, organizator sokolstwa polskiego.

## Życiorys

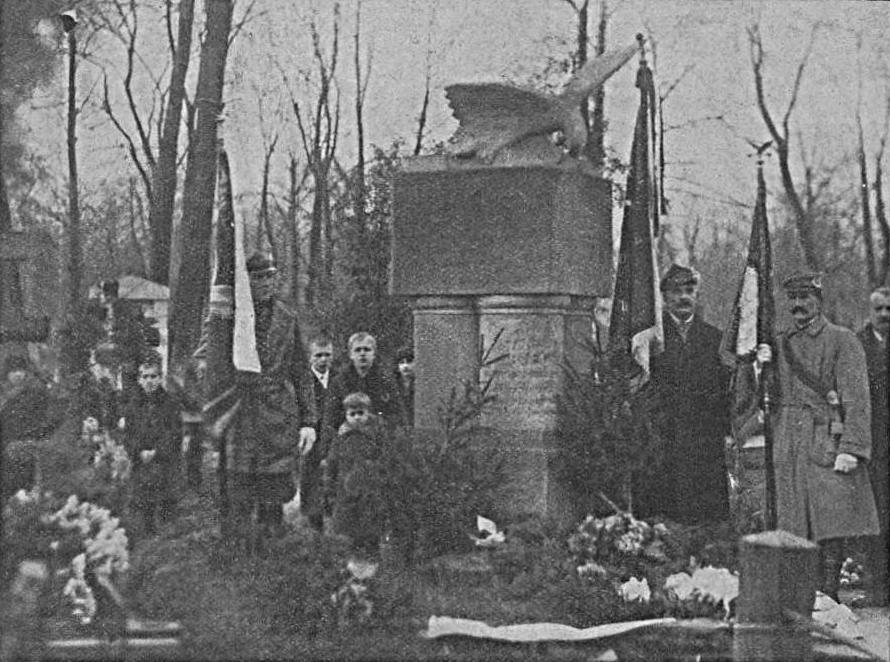
Poświęcenie nagrobka Stanisława Biegi 25 listopada 1928

Stanisław Jan Antoni Biega urodził się 13 grudnia 1862 w Sanoku. Był synem syn Jana Biegi (urzędnik magistratu miejskiego w Sanoku) i Antoniny z domu Czekańskiej. Jego przyrodnim rodzeństwem byli: Henryk (ur. 1844, kanonik, rektor seminarium duchownego w Przemyślu), Leopold (1848-1910, nauczyciel), Władysław (ur. 1850, nauczyciel, dyrektor szkoły w Dynowie), Marianna Izabela (ur. 1852), Karol Gracjan (ur. 1853), Emilia (ur. 1855).
W 1882 zdał egzamin dojrzałości w C. K. Gimnazjum w Przemyślu. W 1887 ukończył studia na Wydziale Prawa Uniwersytetu Jagiellońskiego. Od 1887 pracował w C. K. Powiatowej Dyrekcji Skarbu w Sanoku, gdzie od około 1888 był praktykantem konceptowym, od około 1892 koncepistą, od kwietnia 1897 komisarzem, zaś od około 1900 do około 1903 starszym komisarzem. Równolegle od około 1894 do około 1903pełnił funkcję zastępcy asesora w C. K. Sądzie Powiatowym dla Spraw Dochodów Skarbowych w Sanoku. Od około 1903 był starszym komisarzem w C. K. Powiatowej Dyrekcji Skarbu w Kołomyi, a około 1905 sekretarzem skarbu. Tamże w Kołomyi był jednocześnie asesorem w tamtejszym C. K. Sądzie Powiatowym dla Spraw Dochodów Skarbowych od około 1904 do około 1905. W 1905 został przeniesiony w stan spoczynku na własną prośbę. Od tego czasu do 1915 był członkiem redakcji „Słowa Polskiego”, w którym był referentem kroniki prowincjonalnej opisując życie narodowe i działalność polskich organizacji.
Był jednym z założycieli i organizatorem sanockiego gniazda Polskiego Towarzystwa Gimnastycznego „Sokół” w 1889. Po użyczeniu sali przez miejscowe gimnazjum, od 30 października 1889 rozpoczęto ćwiczenia, którymi kierował. Był członkiem gniazda w latach 90., 1906 i w 1. poł. lat 20. XX wieku. W sanockim „Sokole” pełnił funkcję wydziałowego (1892), zastępcy prezesa (1899), był nauczycielem gimnastyki i bibliotekarzem. Otrzymał tytuł członka honorowego sanockiego „Sokoła”. Wraz z przedstawicielami macierzystego oddziału uczestniczył w jubileuszowym I Zlocie Sokolim od 5 do 6 czerwca 1892 we Lwowie z okazji 25-lecia Towarzystwa. Został sekretarzem Związku Sokolstwa Polskiego we Lwowie i w tej funkcji był organizatorem pierwszego wszechpolskiego zlotu członków „Sokoła”, który odbył się w 1910, w 500. rocznicę bitwy pod Grunwaldem. Był reprezentantem sokolstwa na Sejmie Walnym Związku Narodowego Polskiego w Chicago w 1912 oraz na zjeździe Sokolstwa w Pittsburgu.
Był członkiem zwyczajnym Macierzy Szkolnej dla Księstwa Cieszyńskiego. Działał w Towarzystwie Szkoły Ludowej, w Kołomyi był członkiem zarządu okręgowego TSzL (1904, 1905), był inicjatorem budowy tamtejszej bursy. W 1910 został zastępcą przewodniczącej wydziału TSL w Sanoku. W sferze politycznej był sekretarzem Stronnictwa Demokratyczno-Narodowego w zaborze austriackim (już od 1900 należał do Ligi Narodowej). W 1912 organizował Polowe Drużyny Sokole. Po wybuchu I wojny światowej był przeciwnikiem zaprzysiężenia legionów polskich po stronie mocarstw centralnych, przyczynił się do rozwiązania Legionu Wschodniego w 1914. Podczas okupacji rosyjskiej działał w Lwowskim Komitecie Ratunkowym, udzielającym pomocy uchodźcom z Małopolski (w tym mieszkańcom Sanoka), od połowy 1915 działał w Kijowie. Został członkiem Kijowskiej Rady Okręgowej, mającej na celu jednoczenie polskich organizacji na Rusi. Ponadto działał w Radzie Zjazdów w Moskwie, sprawującej opiekę nad ofiarami wojennymi w Rosji. Ponadto był członkiem Rady Polskiej Zjednoczenia Międzypartyjnego.
Działał jako członek Komendy Związkowej Stałych Drużyn Sokolich. W 1918 zamieszkał w Warszawie. Był organizatorem zjednoczenia się wszystkich organizacji sokolskich. Objął funkcję głównego instruktora związków „Sokoła” oraz został pierwszym wiceprezesem Związku Sokolstwa Polskiego. Był organizatorem zlotu sokolstwa w 1921 w Warszawie. 
20 października 1889 poślubił Marię Klementynę Bauman (wnuczka Ernesta Baumana oraz córka inż. Stanisława Baumana i Jadwigi z domu Lubowieckiej), a świadkami na ich ślubie byli dr Józef Galant i Leopold Biega. Dziećmi Stanisława i Marii byli: Jadwiga Olga (1891–1983, nauczycielka, po mężu Brodzka), Stanisław (1893–1944, major dyplomowany Wojska Polskiego) i Bolesław (1896–1976, dyplomata). Wskutek działalności Stanisława, w 1905 przeszedł z żoną Marią w separację, oboje zamieszkali osobno we Lwowie. Ich synowie tymczasowo mieszkali w Sanoku pod opieką Leopolda Biegi, a córka zamieszkała we Lwowie z matką, która zmarła w 1908.
Stanisław Biega zmarł 19 kwietnia 1923 w Warszawie. 21 kwietnia został pochowany na cmentarzu Powązkowskim w Warszawie (kw. 211 rz. 3 grób 26). Nagrobek, poświęcony 25 listopada 1928, w formie obelisku z piaskowca na trzech kolumnach (symbolizujących zjednoczenie sokolstwa z trzech dzielnic) wraz z rzeźbą sokoła na szczycie, został ufundowany przez Związek Sokolstwa Polskiego; inskrypcja brzmi: „Organizator i pierwszy wiceprezes Związku Sokolstwa Polskiego”. Wraz z nim zostali pochowani jego córka Jadwiga, jej mąż oraz żona syna Stanisława.
Podczas uroczystości 130-lecia gniazda TG „Sokół” w Sanoku 29 czerwca 2019 na gmachu tegoż została odsłonięta tablica upamiętniająca 10 działaczy zasłużonych dla organizacji sokolej i Sanoka, w tym Stanisława Biegę.